# Carex capilliculmis
Espèce
Classification phylogénétique
Carex capilliculmis est une espèce des plantes du genre Carex et de la famille des Cyperaceae.